# What/If
Pour les articles homonymes, voir What If.
What/If, ou Dilemme au Québec, est une série télévisée américaine en 10 épisodes de 44-56 minutes, créée par Mike Kelley et diffusée intégralement le 24 mai 2019 sur le service Netflix, incluant les pays francophones.
Produite par Robert Zemeckis, la série explore les effets que peuvent avoir des choix discutables sur la vie de certaines personnes. Prévue à l'origine pour être une anthologie, chaque saison devait mettre en scène une histoire différente, pouvant éventuellement s'inspirer d'histoires connues, et dont le point commun aurait été que les personnages feront face à un choix qui changera complètement leurs destin.

## Synopsis
Lisa Ruiz-Donovan n'a pas eu une vie facile. Adoptée par sa nounou à la suite de la mort de ses parents dans un incendie, elle a ensuite perdu sa petite sœur adoptive à la suite d'une leucémie. Depuis, cette cause lui tient énormément à cœur. Avec un petit groupe d'amis, elle fonde une start-up dont le but est d'améliorer le traitement contre cette maladie par le biais de la génétique. Elle forme un couple heureux et épanoui avec Sean Donovan, un ancien joueur de base-ball qui jongle maintenant entre deux jobs et cache un lourd secret sur son passé.
Un soir, Sean reçoit la visite d'Anne Montgomery à son travail. Anne est une femme très riche, extrêmement puissante, son influence sur les milieux économiques est très élevée, mais elle est très sévère et apparemment sans aucun sentiment. Elle propose d'investir significativement dans la société de Lisa. Ceci est une grosse opportunité pour la jeune femme, dont la start-up connait des soucis financiers de plus en plus sérieux depuis quelques mois, par manque de candidats investisseurs.
Mais lors de leur rencontre décisive avec Anne, cette dernière leur fait une très étrange proposition : elle investira dans la société, 20 millions de dollars dès le lendemain matin, puis 60 millions par la suite, mais en échange d'une nuit entière passée avec Sean. Le couple, très dérouté, n'a que quelques heures pour se décider ; il finit par accepter. Mais ce choix va faire ressurgir d'anciens secrets mais également, en créer de nouveaux. La vie de Lisa et Sean prend alors une tournure différente et ils ne pourront plus jamais retourner en arrière.
Parallèlement, différentes personnes en relation avec eux ainsi que le frère adoptif de Lisa vont également devoir faire face aux conséquences de leurs propres choix.

## Distribution

### Acteurs principaux
- Renée Zellweger (VF : Rafaèle Moutier) : Anne Montgomery
- Jane Levy (VF : Karine Foviau) : Lisa Ruiz-Donovan
- Blake Jenner (VF : Théo Frilet) : Sean Donovan
- Keith Powers (VF : Alex Fondja) : Todd Archer
- Samantha Maire Ware (VF : Corinne Wellong) : Angela Archer
- Juan Castano (VF : Thomas Roditi) : Marcos Ruiz
- Dave Annable (VF : Damien Boisseau) : Dr Ian Harris
- Saamer Usmani (VF : Tanguy Goasdoué) : Avery Watkins
- Daniella Pineda (VF : Marie Tirmont) : Cassidy Barrett
- John Clarence Stewart (VF : Jean-Michel Vaubien) : Lionel
- Louis Herthum (VF : Gabriel Le Doze) : Foster

### Acteurs récurrents
- Derek Smith (VF : Gilduin Tissier) : Kevin
- Gabriel Mann (VF : Thibaut Lacour) : Gage Scott
- Allie MacDonald (VF : Edwige Lemoine) : Madeline « Maddie » Carter
- Julian Sands (VF : Dominique Collignon-Maurin) : Liam Strom
- Nana Ghana (VF : Charlotte Juniere) : Sophie
- Monique Kim (VF : Julia Boutteville) : Miles

 Source et légende : version française (VF) sur RS Doublage

## Production

### Développement
En août 2018, Netflix annonce la commande d'une première saison de dix épisodes pour la série. dans un communiqué de presse, le service dévoile que son créateur, Mike Kelley, sera également scénariste et producteur délégués sur la série. Le réalisateur Robert Zemeckis rejoint également le projet en tant que producteur délégué.
En avril 2019, le service annonce le lancement mondial de la série pour le 24 mai 2019.

### Distributions des rôles
Lors de la commande de la série, Netflix dévoile que Renée Zellweger fera partie de la distribution principale de la série, marquant le premier grand rôle de l'actrice dans une série télévisée.
Quelques jours plus tard, Jane Levy et Blake Jenner signent pour interpréter le couple au centre de l'histoire. Le mois suivant, Samantha Maire Ware, Juan Castano, Keith Powers, Saamer Usmani, Dave Annable et Louis Herthum rejoignent la distribution principale qui est close en décembre 2018 par Daniella Pineda.

## Épisodes
1. Pilote (Pilot)
2. Que faire ? (What Now)
3. Que s'est-il passé ? (What Happened)
4. Quelle comédie ! (What Drama)
5. Quelle est la suite ? (What Next)
6. Quelle histoire ! (What History)
7. Quels fantômes ? (What Ghosts)
8. Quels secrets ? (What Secrets)
9. Qu'est-ce qu'on fout ? (WTF)
10. Qu'est-ce qui reste ? (What Remains)

## Accueil

### Réception critique
La série a reçu un accueil mitigé aux États-Unis. Sur le site agrégateur de critiques Rotten Tomatoes, elle recueille 49 % de critiques positives, avec une note moyenne de 5,47/10 sur la base de 26 critiques collectées. Le consensus critique établi par le site résume que la performance de Renée Zellweger est délicieuse mais ne peut pas sauver la série de sa propre médiocrité mais, néanmoins, elle reste très drôle à regarder.
Le constat est le même sur Metacritic où la série obtient une note de 57/100 basée sur 10 critiques collectées.